# Campeonato Europeo de Curling Masculino de 2008
El XXXIV Campeonato Europeo de Curling Masculino se celebró en Örnsköldsvik (Suecia) entre el 6 y el 13 de diciembre de 2008 bajo la organización de la Federación Mundial de Curling (WCF) y la Federación Sueca de Curling.
Las competiciones se realizaron en la Swedbank Arena de la ciudad sueca.

## Tabla de posiciones
| Pos | Equipo             | G | P | G–P |
| --- | ------------------ | - | - | --- |
| 1   | Alemania           | 7 | 2 | 2–0 |
| 2   | Noruega            | 7 | 2 | 1–1 |
| 3   | Escocia            | 7 | 2 | 0–2 |
| 4   | Suiza              | 6 | 3 | –   |
| 5   | Dinamarca          | 5 | 4 | –   |
| 6   | Francia            | 4 | 5 | 1–0 |
| 7   | República Checa    | 4 | 5 | 0–1 |
| 8   | Suecia             | 3 | 6 | –   |
| 9   | España             | 1 | 8 | 1–0 |
| 10  | Bandera de Irlanda | 1 | 8 | 0–1 |

## Cuadro final
|  | Clasif. a semifinal | Clasif. a semifinal | Clasif. a semifinal |  |  | Semifinal | Semifinal |  |         | Final   | Final |
|  |                     |                     |                     |  |  |           |           |  |         |         |       |
|  | 1                   | Alemania            | 7                   |  |  |           |           |  |         |         |       |
|  | 2                   | Noruega             | 9                   |  |  |           |           |  |         | Noruega | 6     |
|  |                     |                     |                     |  |  | Alemania  | 2         |  | Escocia | 7       |       |
|  |                     | Escocia             | 7                   |  |  |           |           |  |         |         |       |
|  | 3                   | Escocia             | 6                   |  |  |           |           |  |         |         |       |
|  | 4                   | Suiza               | 2                   |  |  |           |           |  |         |         |       |

## Medallistas
| Evento | Oro                                                                       | Plata                                                                                           | Bronce                                                                              |
| ------ | ------------------------------------------------------------------------- | ----------------------------------------------------------------------------------------------- | ----------------------------------------------------------------------------------- |
| Equipo | Escocia David Murdoch Ewan MacDonald Peter Smith Euan Byers Graeme Connal | Noruega · Thomas Ulsrud · Torger Nergård · Christoffer Svae · Håvard Vad Petersson · Thomas Due | Alemania · Andreas Kapp · Andreas Lang · Ulrich Kapp · Holger Höhne · Andreas Kempf |